# Quercus margarettae
Quercus margarettae (Ashe) Small – gatunek roślin z rodziny bukowatych (Fagaceae Dumort.). Występuje naturalnie w południowo-wschodnich Stanach Zjednoczonych – na obszarze od Teksasu po Karolinę Północną.

## Morfologia
PokrójZrzucające liście drzewo lub krzew. Dorastające do 12 m wysokości. Czasami tworzy kłącza. Kora jest łuszcząca się i ma szarą barwę.
LiścieBlaszka liściowa ma odwrotnie jajowaty kształt. Mierzy 4–8 cm długości oraz 2–4 cm szerokości, jest mniej lub bardziej klapowana na brzegu, ma klinową nasadę i zaokrąglony wierzchołek. Ogonek liściowy jest nagi i ma 3–10 mm długości.
OwoceOrzechy zwane żołędziami o jajowatym kształcie, dorastają do 15–25 mm długości i 9–13 mm średnicy. Osadzone są pojedynczo w miseczkach w kształcie kubka, które mierzą 9–12 mm długości i 12–20 mm średnicy. Orzechy otulone są w miseczkach do 75% ich długości.

## Biologia i ekologia
Rośnie w lasach zrzucających liście oraz zaroślach. Występuje na wysokości do 600 m n.p.m.